# 永年在職議員
永年在職議員（えいねんざいしょくぎいん）とは国会において、一定の在職期間がある議員に対し、贈呈される称号のこと。

## 概要
1935年（昭和10年）の第67回帝国議会の衆議院各派交渉会（3月14日）において、永年在職表彰について以下のことが決定された。
1. 30年以上在職の衆議院議員を院議表彰すること
2. 衆議院議員一同が10円ずつを供出して肖像画2枚を作製し、1枚は本人に贈呈、もう一枚は院内に掲額すること

この時の決定に従って、尾崎行雄らが表彰された。その後、1941年（昭和16年）の第76回帝国議会で在職期間が25年以上に改められた。
参議院における永年在職議員は1956年（昭和31年）3月22日の第24回国会の議院運営委員会の決定により発足した。
1957年（昭和32年）の第26回国会では肖像画は国費から拠出することになり、一人当たり20万円とされたが、その後徐々に増額され、最終的には100万円になった。多くの画家たちは著名のため、とてもその金額の範囲内で収まるものではなく、超えた分は本人が持ち出した。ただし、本人の持ち出しがいくら超過しても、院内掲額用肖像画は国家財産となった。
1974年（昭和49年）7月31日の第73回国会から議院運営委員会決定に基づき、議員任期が6年である参議院の特性を踏まえて在職期間が24年に達した後に任期満了等により退職して再び国会議員にならない元参議院議員について25年以上在職者の表彰に準じる形で表彰することとなった。
2002年（平成14年）の第154回国会で同年4月以降は国費から拠出しないことになり、自費で作成したものを院内に掲額することになった。この場合は所有者は議員本人であり、掲額の期間（古いものから順次外される）が過ぎると、本人に返還される。
肖像画については絵の才能がある坂田道太等は自身で自画像を描いたが、かつては自画像は国費から拠出される掲額肖像画とは認められなかった。しかし、時代が下ると誰が描いても自由となった。著名な画家では平山郁夫、松尾敏男、小磯良平、刑部人といった画伯がいる。珍しい作者として深谷隆司の場合は八代亜紀、衛藤征士郎の場合は母校の美術部生徒、小沢一郎の場合は小沢一郎政治塾卒業生といった例がある。
穀田恵二は地元・京都の伝統産業の西陣織で作製した肖像画を掲額している。また、文化庁の京都移転が決まった当時の文部科学相を務めた馳浩も西陣織への思い入れが強く、西陣織で作製した肖像画を掲額している。
永年在職議員には別の特典もあり、1956年（昭和31年）の第26回国会から専用自動車が配属された。その後、被表彰議員が増えるにつれて対応が難しくなったこともあり、1975年（昭和50年）の第75回国会でそれに代わって在職中に月額20万円の特別交通費が同年4月から支給されるようになった。特別交通費は1981年（昭和56年）4月から月額25万円に、1991年（平成3年）4月から月額30万円に増額されたが、2002年（平成14年）4月から廃止された。
永年在職表彰を辞退する議員もおり、主な辞退者に小泉純一郎、岡田克也、枝野幸男らがいる。岡田は「長ければいいというものではない。わざわざ表彰されるというのは、ちょっと感覚が違うように思う。」、枝野は「いかに良い仕事をするかが問われている。長くやったから表彰して頂くというのは、ちょっと私の美意識とは違うなということでお断りした。」と語っている。